# マルッティ・ハウキオヤ
マルッティ・ハウキオヤ（Martti Haukioja 、1999年10月6日 - ）は、フィンランド・クオレヴェシ出身のプロサッカー選手。フィンランドのヴェイッカウスリーガ・セイナヨエン・ヤルカパッロケルホ所属。ポジションは、ディフェンダー（レフトバック）。

## 経歴
2018年11月14日、VPSに2019シーズンから加入することが発表された。